# Shrinebuilder
A Shrinebuilder amerikai doom metal/stoner rock supergroup volt 2008-tól 2011-ig.

## Története
A Shrinebuildert neves doom metal együttesek tagjai alkották. Az együttes egyetlen nagylemezt adott ki, amely a zenekar nevét viselte, a Neurot Recordings gondozásában, ezen kívül egy koncertalbumot is megjelentettek. A Scene Point Blank magazin a 2009-es stúdióalbumukat 8 ponttal jutalmazta a 10-ből. Scott Weinrich egy 2014-es interjúban kijelentette, hogy "(Al) Cisneros őrült, így a Shrinebuilder nem fog összeállni többet."

## Tagok
- Al Cisneros (Sleep, Om, Asbestosdeath) - ének, basszusgitár
- Scott Weinrich (Saint Vitus, Spirit Caravan, The Obsessed) - gitár, ének
- Scott Kelly (Neurosis) - gitár, ének
- Dale Crover (Melvins) - dob

## Diszkográfia
- Shrinebuilder (album, 2009)
- Live (koncertalbum, 2011)